# Quách Khả Doanh
Quách Khả Doanh có tên tiếng Anh là Kenix Kwok (sinh ngày 27 tháng 11 năm 1969 tại Hồng Kông thuộc Anh) là một nữ diễn viên truyền hình-diễn viên điện ảnh kiêm ca sĩ nổi tiếng người Hồng Kông gốc Trung Quốc. Cô từng là diễn viên độc quyền của hãng TVB. Quách Khả Doanh từng là một trong những "Ngũ Đại Hoa Đán" của hãng TVB vào cuối thập niên 90 cùng với Trương Khả Di, Thái Thiếu Phân, Trần Tuệ San và Tuyên Huyên.

## Sự nghiệp
Quách Khả Doanh từng lọt vào top 5 cuộc thi Hoa hậu Hồng Kông năm 1993. Sau đó cô tham gia vào nhiều bộ phim nổi tiếng như Nghĩa Nặng Tình Thâm (A Kindred Spirit), Hồ Sơ Trinh Sát I-III (Detective Investigation Files I-III), Thử Thách Nghiệt Ngã I-II (At the Threshold of An Era I-II), Mười Anh Em (Ten Brothers).

## Đời sống cá nhân
Quách Khả Doanh kết hôn với nam diễn viên TVB Lâm Văn Long năm 2004 và hiện có một con.

## Giải thưởng
Giải thưởng thường niên TVB
- Nhân vật truyền hình được yêu thích [1][2][3]
  - 2002 Thực thi pháp luật (Legal Entanglement)
  - 2003 Hạt giống hi vọng (Seed of Hope)
  - 2004 Thầy hay trò giỏi (Shine on You)

## Phim và Giải thưởng

### Phim truyền hình
| Năm  | Tên Phim                 | Tên tiếng Anh                       | Vai Diễn                                    | Giải thưởng |
| ---- | ------------------------ | ----------------------------------- | ------------------------------------------- | --- |
| 1994 | Giai Nhân Catwalk        | Glittering Moments                  | Quách Khả Doanh (Kenix)                     | |
| 1994 | Dị Giới Hung Tình        | Shade of Darkness                   | Diêu Mỹ Kỳ (Maggie)                         | |
| 1994 | Mối Hận Kim Bình         | Gentle Reflections                  | Lý Bình Nhi                                 | |
| 1994 | Mối Tình Thượng Hải      | Remembrance                         | Thẩm Nam Tinh                               | |
| 1995 | Nghĩa Nặng Tình Thâm     | A Kindred Spirit                    | Lý Đa Hoan (Joyce)                          | |
| 1995 | Hồ Sơ Trinh Sát          | Detective Investigation Files       | Cao Tiệp (Jessie)                           | |
| 1995 | Cuộc Tình Vạn Dặm        | Down Memory Lane                    | Lư Tiểu Yến                                 | |
| 1995 | Hồ Sơ Trinh Sát II       | Detective Investigation Files II    | Cao Tiệp (Jessie)                           | |
| 1995 | Nhân Viên Điều Tra       | The Criminal Investigator           | Ngũ Tụng Liên (Kenes)                       | |
| 1996 | Nhân Viên Điều Tra II    | The Criminal Investigator II        | Ngũ Tụng Liên (Kenes)                       | |
| 1996 | Hương Vị Tình Yêu        | Food of Love                        | Văn Nhã Vịnh (Ivy)                          | |
| 1997 | Khi Người Đàn Bà Quá Yêu | Working Women                       | Lâm Bảo Trân                                | |
| 1997 | Hồ Sơ Trinh Sát III      | Detective Investigation Files III   | Cao Tiệp (Jessie) / Ninh Thiến Hoa (Vivian) | Đề cử – Giải TVB cho Nữ diễn viên chính xuất sắc nhất                                                               |
| 1998 | Đội Chống Tệ Nạn         | Crimes of Passion                   | Âu Dương Phong                              | Đề cử – Giải TVB cho Nữ diễn viên chính xuất sắc nhất                                                               |
| 1998 | Oan Gia Nan Giải         | Till When Do Us Part                | Điền Mỹ Tuyết                               | |
| 1998 | Lâm Thế Vinh             | Simply Ordinary                     | Kim Á Đễ                                    | |
| 1999 | Thử Thách Nghiệt Ngã     | At the Threshold of an Era          | Sầm Dĩnh Hân (Ivy)                          | |
| 2000 | Thử Thách Nghiệt Ngã II  | At the Threshold of an Era II       | Cao Mỹ Na (Mila)                            | |
| 2000 | Sinh Tử Huynh Đệ         | A Matter of Life and Death Brothers | Trần Thủy Hoa                               | |
| 2001 | Cuộc Đời Tươi Đẹp        | Reaching Out                        | Úc Hiểu Quân / Úc Hiểu Nhã (Chloe)          | |
| 2002 | Thực Thi Pháp Luật       | Legal Entanglement                  | Thẩm Học Nghi (Sammi)                       | Giải TVB cho nhân vật phim truyền hình được yêu thích Đề cử – Giải TVB cho Nữ diễn viên chính xuất sắc nhất         |
| 2002 | Chuyên Gia Đàm Phán      | Take My Word For It                 | Giản Khiết                                  | Đề cử – Giải TVB cho Nữ diễn viên chính xuất sắc nhất                                                               |
| 2003 | Trí Dũng Song Hùng       | Vigilante Force                     | Lục Nghinh Chương (Natalie)                 | |
| 2003 | Hạt Giống Hi Vọng        | Seed of Hope                        | Lâm Tiểu Mẫn                                | Giải TVB cho nhân vật phim truyền hình được yêu thích                                                               |
| 2004 | Thầy Hay Trò Giỏi        | Shine on You                        | Vương Nhược Thi                             | Giải TVB cho nhân vật phim truyền hình được yêu thích Đề cử – Giải TVB cho Nữ diễn viên chính xuất sắc nhất         |
| 2005 | Trói Buộc                | Love Bond                           | Kỷ Khai Tâm                                 | |
| 2005 | Sóng Gió Khách Sạn       | Revolving Doors of Vengeance        | Cố Bích Kỳ (Becky)                          | Đề cử – Giải TVB cho Nữ diễn viên chính xuất sắc nhất                                                               |
| 2005 | Mười Anh Em              | Ten Brothers                        | Kỷ Xảo Nhi                                  | |
| 2006 | Kỳ Án Nhà Thanh          | A Pillow Case of Mystery            | Mễ Hương Dung / Đường Phụng                 | Đề cử – Giải TVB cho Nữ diễn viên chính xuất sắc nhất Đề cử - Giải TVB cho nhân vật phim truyền hình được yêu thích |
| 2007 | Hồng Phấn                |                                     | Huỳnh Thu Nghi                              | |
| 2009 | Phú Quý Môn              | Born Rich                           | Đổng Linh Tư                                | Đề cử – Giải TVB cho Nữ diễn viên chính xuất sắc nhất Đề cử - Giải TVB cho Nữ nhân vật được yêu thích nhất          |

### Phim điện ảnh
| Năm  | Tên Phim            | Tên tiếng Anh                                              | Vai Diễn         | Ghi Chú |
| ---- | ------------------- | ---------------------------------------------------------- | ---------------- | ------- |
| 1995 |                     | No Justice For All                                         | Jan / Kennix Lee |         |
| 1995 | Duyên Tình Trắc Trở | A Story of Two Drifters                                    | Lei Hung         |         |
| 1997 |                     | Ghost Story 'Godmother of Mongkok'                         | Tin Tin          |         |
| 1997 |                     | Troublesome Night                                          | Ann              |         |
| 1998 |                     | Her Name is Cat                                            | John's wife      | cameo   |
| 1998 | Casino              |                                                            |                  |         |
| 1998 |                     | Raped by An Angel 3: Sexual Fantasy of the Chief Executive | Li Li-yin        |         |
| 2004 |                     | Healing Spirit                                             | Ching Sou Sam    |         |
| 2007 |                     | Fearless                                                   |                  |         |